# أم القيوين
أم القيوين، هي عاصمة إمارة أم القيوين في دولة الإمارات العربية المتحدة وأكبر مدنها. تقع المدينة في شبه جزيرة خور البدية، أقرب المدن الرئيسية إليها هي الشارقة إلى الجنوب الغربي ورأس الخيمة إلى الشمال الشرقي. تنتشر أشجار القرم خارج المدينة على طول الساحل، ويعتمد الاقتصاد المحلي إلى حد كبير على صيد الأسماك والسياحة.
العائلة المالكة الحاكمة فيها هي آل المعلا التي تنحدر من قبيلة آل علي التي انتقلت من جزيرة السينية لشح المياه وأنشأت مشيخة مستقلة في أم القيوين. يحكمها اليوم الشيخ سعود بن راشد المعلا الذي أصبح الحاكم وعضواً في المجلس الأعلى للإتحاد في 2 يناير 2009.
في مارس من عام 2023، أعلنت دائرة السياحة والآثار في أم القيوين عن اكتشاف أقدم مدينة معروفة لصيد اللؤلؤ في الخليج العربي في جزيرة السينية.

## الاقتصاد
تشهد أم القيوين حاليا تطورات متلاحقـة في كافة المجالات الاقتصادية وبخاصة المجال التجاري. وقد ساعد في ذلك موقعها المتوسط لمدن وإمارات الدولة بجانب توفر التسهيلات والمرافق وبخاصة ميناء أحمد بن راشد والمنطقة الحـرة وسهـولة النقل وتطوير الطرق الداخلية السريعـة التي تربطها بباقي الإمارات ودول مجلس التعاون الخليجي المجاورة ووسائل الاتصالات الحديثة.
وتساهم الدوائر المحلية في تشجيـع الاستثمار في أم القيوين وتوجه المستثمرين إلى أفضل السبل للاستثمار، كما تقدم التسهيلات الضرورية مع إنجاز معاملاتهم بفاعلية وسرعة.
تشـير الإحصائيات التي أصدرتها غرفة تجارة وصناعة أم القيوين مؤخرا إلى التزايد الملحوظ في عدد المنشآت التجارية والخدمية التي تتخذ من أم القيوين مقرا لها. كما إن إقامة العديد من المصانع في المنطقة الحرة وخارجها ساهم بفعالية في تنشيط واردات وصادرات أم القيوين.

## النشاطات

### المراكز السياحية والرياضية
- واجهة الخور المائية : تطل الواجهة على خور أم القيوين وجزرها وأشجار القرم، وتضم ممشى بطول 2 كم، مناطق مخصصة للأطفال، مساحات لمحبي ممارسة الرياضة، ومجموعة من المطاعم والمقاهي والمحالات التجارية، بالإضافة إلى مسرح مفتوح.[6]
- نادي أم القيوين البحري: يطل هذا النادي على خور أم القيوين حيث يمكن رؤية طيور الفلامنجو والبلشون وغيرها من الطيور المحلية المنتشرة على طول حافة المياه. ويعد النادي مركزًا معتمدًا للمغامرات الخارجية والأنشطة المتنوعة التي تناسب جميع الأعمار والقدرات ومن أبزرها: التجديف بالكاياك، نزهات بالقارب العائلي وأنشطة مثل جدار التسلق، الرماية وغيرها.[7]
- ميدان اللبسة لسباقات الهجن: يقع الميدان في منطقة اللبسة بأم القيوين وأنشئ بتوجيهات من المغفور له الشيخ زايد بن سلطان آل نهيان، طيّب الله ثراه في مطلع الثمانينات. ويقام فيه مهرجان أم القيوين لسباقات الهجن بشكل سنوي وبمشاركة واسعة من ملاّك الهجن، ويتم رعاية هذه المهرجان من قبل عد جهات محلية وخاصة في الدولة.[8]
- حديقة دريم لاند المائية: أول وأكبر حديقة مائية في أم القيوين، افتُتحت في 12 يونيو 1997، تمتد على مساحة تزيد عن 250,000 متر مربع. وتقع الحديقة على ساحل أم القيوين الخلاب، مما جعلها وجهةً مثاليةً للسياح القادمين من الإمارات الأخرى. وتضم الحديقة مرافق تخييم ليلية (خيام أو أكواخ)، كما وتضم حديقة حيوانات صغيرة ومرافق رياضية.[9]
- نادي الإمارات موتوربلكس: نادٍ رياضي لعشاق رياضة السيارات والدراجات النارية، وانطلق عام 1999م. ويقام في النادي العديد من السباقات من مثل سباقات حرة، سباقات الطرق، الانجراف، سباقات أوتوكروس، سباقات موتوكروس، وغيرها من السباقات وعروض السيارات الكلاسيكية والدراجات النارية. جميع السباقات والعروض يتم الإشراف عليها من قبل فريق ذوي خبرة وكفاءة من المدربين والمنظمين، بالإضافة إلى الجهاز الفني والجهاز الأمني لضمان التزام كافة المشاركين والحضور باللوائح الأمنية للحفاظ على سلامة المتسابقين والجمهور.[10]

### المراكز العلمية والاجتماعية والثقافية
- مركز خليفة للأبحاث البحرية: مركز متخصص للعمل على تطوير أبحاث ودراسات لحماية الثروة السمكية والحفاظ على البيئة البحرية نظيفة خالية من التلوث. ويعمل المركز على تغذية المحميات الطبيعية بالإصبعيات على طول سواحل الدولة، من أجل تنمية الثروة السمكية وتعزيز الأمن الغذائي في الدولة.[11][12]
- الجمعية النسائية بأم القيوين: تأسست عام 1973 برئاسة سمو الشيخة مريم المعلا للمساهمة في النهوض من شأن المرأة في إمارة أم القيوين روحياً وثقافياً واجتماعياً.. والعمل على تنمية شخصيتها الاجتماعية ودورها الحضاري لتكون قادرة على المشاركة في النهضة الوطنية الشاملة. تصدر الجمعية مجلة العصر الجديد.